# Юрґен Кріц
Юрґен Кріц (нар. 5 грудня 1944, Ерхорне) — німецький психолог, психотерапевт, почесний Професор психотерапії і клінічної психології в Оснабрюкському університеті, Німеччина.

## Життєпис
Юрґен Кріц вивчав психологію, філософію і педагогіку, також астрономію та астрофізику у Гамбургському та Віденському університетах, де у 1969 році захистив докторську дисертацію. Після обіймання посади молодшого наукового співробітника у Віденському Інституті (Institute for Advanced Studies in Vienna) займав посаду доцента Гамбургського університету (Universität Hamburg) і з 1972 року по 1974 рік — професор статистики на факультеті соціології в Білефельдському університеті. З 1974 року по 1999 — штатний професор емпіричних та соціальних досліджень, статистики і філософії науки в Оснабрюкському університеті. У 1980 році почав спеціалізуватися на психології, працюючи (до 1999 року — професорство в галузі методики емпіричних та соціальних досліджень статистики і філософії науки за сумісництвом) на посаді професора психотерапії та клінічної психології. У 1999 році пройшов апробацію (отримав дозвіл на лікарську практику) в психотерапії. З 2010 року Юрґен Кріц — почесний професор.
Юрґен Кріц працював у Відні, Цюріху, Берліні, Ризі, Москві, США як запрошений професор, разом з тим, у 2003 році працював по програмі для запрошених професорів «Paul-Lazarsfeld-Gastprofessur» у Віденському університеті. З 1994 року по 1996 рік Кріц очолював міжнародний експертний комітет Wissen und Handeln (Знання та дії) Міжнародної конференції майбутнього у Відні (Zukunftskonferenz WIZK); з 2000 року Кріц є членом Наукового товариства людиноцентрованої терапії та консультації (GwG); з 2004 року по 2008 рік він був членом наукової комісії з психотерапії (WBP).
З 1994 року по 2017 рік Кріц був співредактором міжнародного, мультидисциплінарного періодичного видання «Теорія Гештальту» (Gestalt Theory). У видавництві Springer у Юрґена Кріца вийшла серія підручників Basiswissen Psychologie (Базові знання психології) на 2020 рік близько 30 томів.

## Праці
Юрґен Кріц є автором 300 наукових праць серед яких 20 монографій та близько 100 розділів у книгах. Ключовими питаннями у його роботах є галузь статистики та методів дослідження (зокрема, критика науки), також розвиток багатогранної освіти під назвою Теорія людиноцентричних систем (Personzentrierte Systemtheorie).

### Критика досліджень та науки
Після написання навчальних посібників зі статистики, обробки даних та теорії науки Юрґен Кріц, в першу чергу, сфокусувався на обмеженнях формальних моделей повнозначності, стосовно їх змістовності, разом з використанням їх у дослідах та в практичній діяльності. У великих роботах таких як Methodenkritik empirischer Sozialforschung (1981)(Критика соціальних досліджень і методів) та Facts and Artefacts in Social Science (1988) (Факти та артефакти у соціальній науці) Кріц постулює, що неякісні та безглузді результати досліджень, у більшій мірі, не є результатом некоректних підрахунків чи проведенням неякісних дій під час етапів дослідження. Більше всього, вони — результат некоректного розуміння базових вимог та інших умов, що межують з моделлю. У багатьох із своїх напрацювань Кріц висвітлював неправильне використання експериментальної парадигми (experimentellen Paradigmas) у психотерапевтичних дослідженнях (Psychotherapieforschung) та неналежної інтерпретації рандомізованих контрольованих дослідів (randomisierten kontrollierten Designs (RCT-Forschung). Кріц стверджує, що у дослідженнях з психотерапії, зазвичай, не оцінюють належним чином факт нелінійного розвитку та процесів змін, не враховуючи людину як суб'єкт. Умови дослідження визначаються не лише через призму впливу навчальних посібників чи експериментальної складової, а також, в більшій мірі, суб'єктивним відношенням пацієнта до значень та їх інтерпретацій. Проте, це робить «незалежні змінні» експериментального плану (experimentellen Designs) залежними від інтерпретацій. У такому випадку, відбувається порушення базового концепту експерименту та логіки рандомізованих контрольованих досліджень. В додаток до цього фундаментального відхилення у експериментах на основі рандомізованих контрольованих досліджень, Кріц критикує багато інших сумнівних припущень, котрі в своїй більшості позбавлені обговорення.

### Теорія людиноцентричних систем
Розвиток людини та зміни через терапію, коучинг (Coaching) характеризується великою кількістю нелінійних процесів, де відбується взаємодія численних аспектів. Юрґен Кріц намагався взяти це до уваги у процесі розвитку Теорії людиноцентрованих систем. Остання передбачає нелінійні взаємодії на (щонайменше) чотирьох рівнях: як доповнення до взаємодії (1) психологічній і (2) міжособистісних процесів — котрі відображені у більшості підходів до психотерапії або консультування — впливу (3) соматичного (особливо, що стосується розвитку), також (4) культурних процесів приймаються до уваги. Більше того, кореляція «об'єктивних» точок зору вчених, спеціалістів в галузі консультування і т. д. з одного боку та, призми клієнтів, з іншого, відіграють важливу роль у підході Кріца. Юрґен Кріц зазначає, що наприклад, «об'єктивні» результати діагностики часто мають мало спільного з емоційним самопочуттям суб'єктів. Багато концептів, таких як «стрес» або «ресурси» часто описують з позиції «об'єктивних» факторів, хоча інші аспекти — більш суттєві для досвіду та дій суб'єкта.
У Суб'єкт і життєвий світ (Subjekt und Lebenswelt, 2017) Юрґен Кріц, підсумовуючи свою тридцятирічну роботу над Теорією людиноцентрованих систем, пропонує ключовий аналіз взаємодії між чотирма рівнями процесу і кореляцією «об'єктивним» описом, з точки зору третьої особи, і суб'єктивним досвідом, з точки зору першої особи, є виключно академічно-аналітичним концептом, який має мале значення для розуміння людської реальності. З іншого боку, обидві точки зору нероздільно взаємопов'язані. Щоб мати змогу зрозуміти саме свої власні «внутрішні» імпульси (організму), потрібно застосовувати інструменти культури (особливо мови) власної соціальної спільноти до себе. Необхідно, наприклад, розуміти і символічно зображати миттєве фізичне сприйняття таких фізіологічних процесів «як сильне прагнення» чи «смуток» чи «відчай». Це не лише питання, що стосуються термінології чи семантики і синтаксису мови. Скоріше, мова також автоматично транслює метафори, принципи, пояснення і розуміння, розповідні конструкції, концепти дій та ін. стосовно культури. Формально, Теорія людиноцентрованих систем заснована на парадигмі самоорганізації в контексті теорії нелінійних динамічних систем, а саме — синегретиці. Після більш формальних праць, наприклад, Chaos und Struktur (1992) (Хаос і структура) або Systemtheorie für Psychotherapeuten, Psychologen und Mediziner (1999) (Теорія систем для психотерапевтів, психологів та лікарів), останнім часом, Кріц, в основному утримувався від експліцитних формальних відхилень у фундаментальних поняттях, щоб мати змогу працювати з більш розширеним та урізноманітненим колом читачів.

## Нагороди
- 2002: Трансфер-приз (Transfer-Preis) Оснабрюкського університету.
- 2004: Гран-при Віктора Франкла міста Відня за визначні досягнення в галузі сенсоорієнтованої гуманістичної психотерапії.
- 2004: Почесне членство в Товаристві логотерапії та екзистенціального аналізу (GLE International).
- 2009: Почесний член Системного Товариства (Systemische Gesellschaft (SG).
- 2014: Нагорода Консорціума гуманістичної психотерапії (AGHPT).
- 2015: Почесне членство в Міжнародному товаристві Теорії Гештальту та її застосування.
- 2016: Почесна премія Товариства людиноцентрованої психотерапії і консультування (Gesellschaft für Personzentrierte Psychotherapie und Beratung e.V. (GwG).
- 2019: Нагорода фонду доктора Маґріт Еґнер (Dr. Margrit Egnér-Stiftung) за «новаторські ідеї і особливі досягнення в галузі антропологічної і гуманістичної психології враховуючи відповідні напрямки філософії та медицини».
- 2020: Хрест заслуг на стрічці Ордену «За заслуги перед Федеративною Республікою Німеччина» (Verdienstkreuz am Bande des Verdienstordens der Bundesrepublik Deutschland).